# Philibert de Montjeu
Philibert de Montjeu, ou de Montgu et  de Montjoyeux, né v. 1374 et mort  1439  , est un évêque de Coutances du XVe siècle.

## Biographie
Philibert de Montjeu fut chanoine d'Amiens. Le pape Martin V voulait le faire évêque d'Amiens, mais le chapitre cathédral nomma évêque, Jean de Harcourt. Philibert de Montjeu devint évêque de Coutances en 1424. 
Il prit une part très active au concile de Bâle, en 1431 et devint premier président de l'assemblée.